# Данву
Данву (фр. Dannevoux) насеље је и општина у североисточној Француској у региону Лорена, у департману Меза која припада префектури Верден.
По подацима из 2011. године у општини је живело 212 становника, а густина насељености је износила 14,72 становника/km². Општина се простире на површини од 14,4 km². Налази се на средњој надморској висини од 183 метара (максималној 297 m, а минималној 177 m).

## Демографија
| 1962. | 1968. | 1975. | 1982. | 1990. | 1999. | 2011. |
| ----- | ----- | ----- | ----- | ----- | ----- | ----- |
| 208   | 229   | 191   | 201   | 200   | 206   | 212   |

График промене броја становника у току последњих година